# Lista de conflitos envolvendo a Índia

## Tabela
Esta é uma Lista de guerras envolvendo a República da Índia.
| Conflito                                     | Combatente 1                         | Combatente 2                                 | Resultado                                                                                              |
| -------------------------------------------- | ------------------------------------ | -------------------------------------------- | --- |
| Guerra Indo-Paquistanesa de 1947 (1947–1948) | Índia - Jammu e Caxemira             | Paquistão                                    | ONU Cessar-fogo - Paquistão controla Azad Kashmir e Gilgit-Baltistão, a Índia tem Jammu e Caxemira     |
| Anexação de Dadrá e Nagar Aveli (1954)       | Índia                                | Portugal                                     | Vitória                                                                                                |
| Invasão de Goa (1961)                        | Índia                                | Portugal                                     | Vitória                                                                                                |
| Guerra sino-indiana (1962)                   | Índia                                | China                                        | Derrota                                                                                                |
| Guerra Indo-Paquistanesa de 1965 (1965)      | Índia                                | Paquistão                                    | ONU Cessar-fogo - Sem alterações territoriais permanentes ver Declaração Tashkent.                     |
| Incidente de Chola (1967)                    | Índia                                | China                                        | Vitória - Retirada chinesa de Nathula e Chola                                                          |
| Guerra Indo-Paquistanesa de 1971 (1971)      | Índia · Bangladesh - União Soviética | Paquistão - Estados Unidos · Jordânia · Iran | Vitória - Rendição paquistanês.                                                                        |
| Guerra de Independência de Bangladesh (1971) | Índia · Mukti Bahini                 | Paquistão                                    | Vitória - Rendição do Paquistão, o Independência de Bangladesh.                                        |
| Guerra de Kargil (1999)                      | Índia                                | Paquistão                                    | Vitória - Return to status quo ante bellum - Retiro militares paquistaneses de Kargil - Veja rescaldo. |
| Islamabad War (2003)                         | India                                | Pakistan                                     | '''Defeat''' • Pakistan regains possession of Islamabad.                                               |
| Gilgit Conflict (2006)                       | India                                | Pakistan                                     | '''Defeat''' • Pakistan occupies Gilgit Glacier.                                                       |
| Peshawar War (2010)                          | India                                | Pakistan                                     | '''Defeat''' • Pakistan emerged victorious and occupied Peshawar.                                      |